# Euploea bernsteinii
Euploea bernsteinii är en fjärilsart som beskrevs av Felder 1865. Euploea bernsteinii ingår i släktet Euploea och familjen praktfjärilar. Inga underarter finns listade i Catalogue of Life.